# Anana Harouna
 (novembre 2019).
Améliorez-le ou discutez des points à vérifier. 
 (novembre 2023).
Si vous disposez d'ouvrages ou d'articles de référence ou si vous connaissez des sites web de qualité traitant du thème abordé ici, merci de compléter l'article en donnant les références utiles à sa vérifiabilité et en les liant à la section « Notes et références ».
Anana Harouna est un guitariste touareg nigérien. Il vit actuellement a Bruxelles et est le leader du groupe Kel Assouf.

## Biographie
Aboubacar "Anana" Ag Harouna nait dans les environs d'Agadez, Tidene, au Niger. Il est de la tribu des Ifoghas, du peuple touareg. Parti en exil politique à l’âge de 12 ans vers la Libye avec sa famille, où il effectue sa formation militaire. A l’âge de 17 ans, il s’engagea dans la première rébellion touarègue des années 90.
De retour au Niger, il organise des voyages touristiques pour des touristes voulant découvrir la vie culturelle des nomades touaregs. Les voyageurs passent leurs séjour dans les campements dans le désert pour découvrir leur mode de vie.
Lorsqu'il arrive à Bruxelles en 2006, il fonde le groupe Kel Assouf en réunissant des musiciens venus de Mauritanie, du Ghana, de France, du Mali et d’Algérie. Parallèlement il étudie 3 ans pour une formation au CBAI (Centre Bruxellois d'Action Interculturelle) où il obtient un diplôme pour l'organisation et la coordination des institutions culturelles.
Dans ce cadre il organise en 2012 le festival Nomad's Land avec le soutien du ministère de la Culture belge. En 2014 il participe à l'organisation du festival Jam For Peace  à Agadez ayant pour but de redonner un dynamisme et du moral à une région, victime de conflit sahelo-saharien qui a fait d'Agadez une région isolée et désertée par le tourisme.
Avec son groupe Kel Assouf il a sorti trois albums jusqu'à présent: Tin Hinane en 2012, Tikounen en 2016 et Black Tenere en 2019. Il a participé à de nombreux concerts et festivals à l'international. En parallèle Anana communique régulièrement en streaming live avec ses fans sur les réseaux sociaux, seul avec sa voix et sa guitare. Cette formule solo met idéalement en lumière la poésie de ses textes.

## Discographie
- 2010 - Tin Hinane (Igloo Records) [5]
- 2016 - Tikounen (Igloo Records/Sowarex) [6]
- 2019 - Black Tenere (Glittertbeat Records) [7]

## Collaborations
- 2011: Ishumar 2 Nouvelles guitares touarègues [8]